# NDR Schlager
NDR Schlager (jusqu'au 31 octobre 2021: NDR Plus) est une radio publique thématique allemande du groupe Norddeutscher Rundfunk (NDR), musicale essentiellement consacrée au schlager.

## Histoire
NDR Plus remplace NDR Traffic le 5 juillet 2016. En outre, elle obtient une fréquence sur le portail de la radio ARD le 17 janvier 2017 et est disponible dans toute l'Europe via le système satellite Astra.
Selon NDR, la radio correspond à une demande des auditeurs. La nouvelle radio est rendue possible par une modification de la loi après que les parlements des quatre Länder contractants (Hambourg, Mecklembourg-Poméranie-Occidentale, Basse-Saxe et Schleswig-Holstein) ont approuvé le changement. Il a pour objectif de répondre à la demande d'un public âgé.
Le 1er novembre 2021, NDR Plus a été renommé NDR Schlager.

Logo par 31 octobre 2021

## Programme
NDR Plus diffère des webradios habituelles en trois points :
- L'Allemagne du Nord, en particulier le schlager en bas allemand, est davantage présent dans la rotation musicale.
- Toutes les heures, les bulletins de la NDR sont repris, suivis d'un bulletin météo et d'informations sur la circulation. Ils tiennent compte de la zone de diffusion et de l'ordre de diffusion correspondant aux sujets nord-allemands ; la météo et la circulation ne prennent en compte que la zone de transmission.
- Le programme est sans publicité, de même que tous les radios de la NDR sauf NDR 2.

## Source de la traduction
- (de) Cet article est partiellement ou en totalité issu de l’article de Wikipédia en allemand intitulé « NDR Plus » (voir la liste des auteurs).